# Дірсеу Віггерс де Олівейра Фільо
Дірсеу Віггерс де Олівейра Фільо (порт. Dirceu Wiggers de Oliveira Filho, 5 січня 1988, Ібаїті, штат Парана) — бразильський футболіст, захисник «Лондрини».

## Біографія
Вихованець «Корітіби» з рідного штату Парана, з якою і дебютував у Серії А у 2008 році, а у 2010 став чемпіоном штату Парана та переможцем Серії В. Проте в рідному клубі так і не заграв, тому кілька разів здавався в оренду у низку нижчолігових бразильських клубів та «Аваї» з Серії А.

## Досягнення
- Чемпіон штату Парана: 2010
- Переможець Серії В: 2010